# Studentská merenda

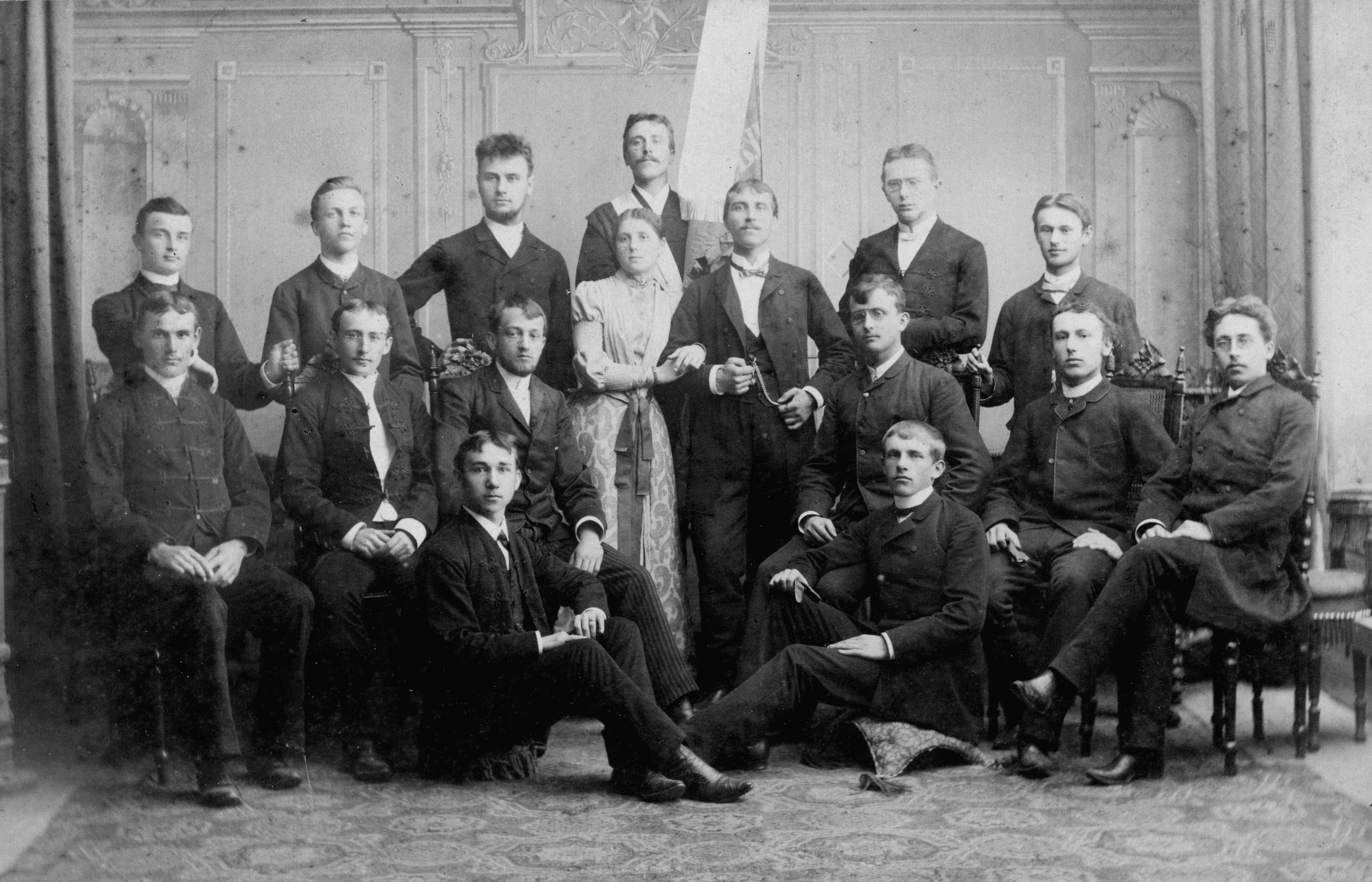
Merendní výbor v roce 1888

Studentská merenda (merenda – taneční zábava, veselice, původ z lat. merenda - svačina) je tradiční studentská dvoudenní slavnost, která vznikla v Novém Bydžově ve 40. letech 18. století v souvislosti s účastí studentů při obraně Prahy proti francouzským a bavorským vojskům za války o rakouské dědictví. Jedná se o dvoudenní slavnosti provázené volbou pantáty a panímámy, zpěvem, tancem, deklamováním veršů a volnou zábavou. Nejstarší prameny doložená merenda se konala v roce 1750.
V průběhu 19. století se merendy staly spolu se studentským majálesem nejdůležitějšími studentskými slavnostmi, které na sebe mnohdy přebraly podobu nacionálně či dokonce politicky zabarvené oslavy. Obdobnou slavností v německém prostředí byly pochody vysokoškoláků na hrad Wartburg.

## Merendy vNovém Bydžově[2]
Merendy se konaly vždy koncem prázdnin jako rozloučení novobydžovských studentů před návratem do školy. Ze svých řad si studenti vybrali představitele merendy - pantátu a z místních dívek hlavní představitelku merendy - panímámu.

### Počátek merend
Počátek merend klade tradice do počátku čtyřicátých let 18. století v souvislosti s účastí studentů v akademické legii při obraně Prahy proti francouzským a bavorským vojskům za války o rakouské dědictví.
Z novobydžovských studentů byl v neúplných seznamech členů akademické legie zatím objeven pouze Antonín Nejedlý, dvacetiletý student filozofie. Za prokázané hrdinství v bojích potvrdil potom císař František I. dekretem z 10. února 1746 studentům z legie všechny dosavadní akademické výsady a svobody.

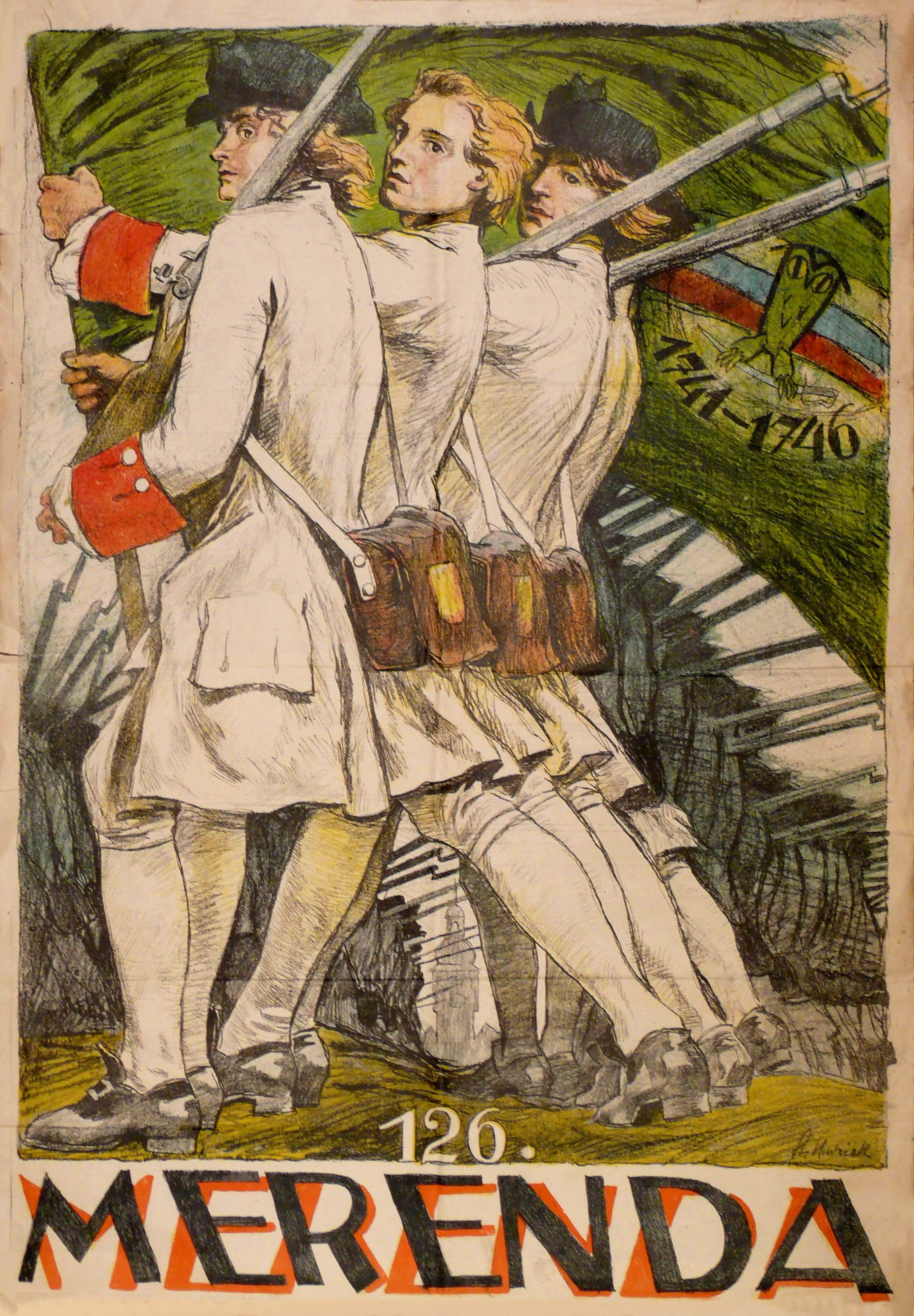
Plakát merendy z roku 1928 od St. Hudečka

Přes pokračující archivní studium zůstávají počátky novobydžovských merend dosud blíže neobjasněny. První doklady o merendách byly objeveny až v zachovaných radních protokolech z let 1751 až 1753, kde jsou stručné záznamy studentských žádostí o poskytnutí příspěvku na rozloučení s prázdninami před odchodem do škol. Studentům byly zdarma vydány dva sudy z vysočanského pivovaru. V rozhodnutí z roku 1751 je odkaz na předešlý rok, a tak nejstarší dosud prameny doloženou merendou je merenda z roku 1750. Další doklady o merendách jsou z let 1778 a 1779, ve dvou následujících radních protokolech z tohoto období, a teprve od roku 1800 se zachovala celá řada úplných studentských žádostí novobydžovskému magistrátu o příspěvek na merendu. Jména pantátů a panímám merend jsou známa v souvislé řadě až od roku 1841.
Novobydžovské merendy vznikly za zcela zvláštních podmínek. Za vyšším vzděláním i před univerzitním studiem museli tehdy mladí chlapci odcházet do jiných měst a domů se vraceli jen o prázdninách. "Akademiků" studujících na pražské univerzitě bylo i v průběhu let jen několik. Místní studenti tedy tvořili velmi malou skupinu a jen díky účasti kolegů z dalších bližších i vzdálenějších míst se merendy mohly proměnit ve slavnosti přerůstající místní rámec. Nepochybně k tomu dopomohla i důležitá správní změna - od roku 1751 byl vytvořen kraj Bydžovský a Nový Bydžov se stal až do roku 1784 sídlem krajského úřadu.

### Sláva merend v 19. století
Proslulosti novobydžovských merend napomáhala vedle účasti studentů z dalších míst i přítomnost známých českých básníků, spisovatelů a politiků. Merendu navštívili například Václav Kliment Klicpera, František Ladislav Čelakovský, František Turinský, Josef Barák, Karel Sudimír Šnajdr a Božena Němcová. Zvlášť významnou byla merenda ve dnech 26. a 27. srpna 1861, známá účastí Boženy Němcové.

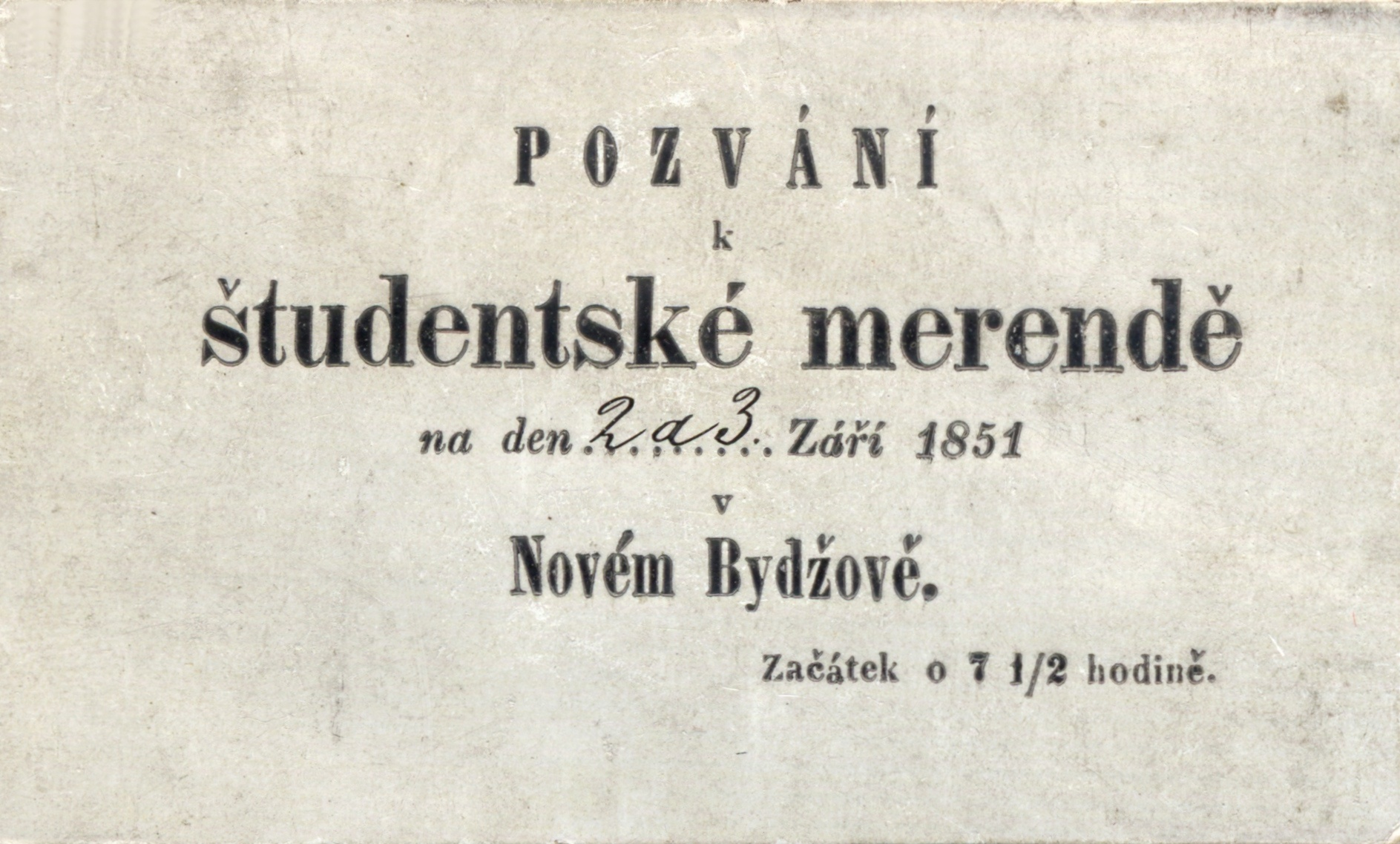
Pozvánka k merendě 1851

Po založení reálného gymnázia v roce 1873, první střední školy v Novém Bydžově, přestali konečně mladší studenti odcházet do škol v jiných městech, a začala sem naopak za studiem přicházet mládež i z dalších míst. Když pak byly postupně otevřeny i čtyři vyšší třídy gymnázia a studenti zde v roce 1886 poprvé maturovali, stalo se město pro mnohé místem osmiletého studia, odkud potom odcházeli na vysoké školy či přímo do praktického života. Tak se vytvářela nová tradice, tradice města středoškolských studií, která dávala i dalším merendám širší základ. Merendy se od té doby konaly po více letech a staly nevelkými slavnostmi za účasti četných hostí - rodáků, bývalých i současných studentů gymnázia a vysokých škol, představitelů politického a kulturního života, včetně zástupců univerzitní obce.
Po merendě v roce 1875, spojené se studentským sjezdem Krakonoše, spolku akademiků severovýchodních Čech, pořádali studenti další až v roce 1888 a potom v roce 1895. Atmosféra vypjatých politických, národnostních a jazykových sporů v Rakousko-Uhersku se tehdy projevila v zesílení národního cítění a ovlivnila i charakter merend. Namísto objektivního pohledu na jejich skromné počátky převážila romanticky laděná legenda o velkém počtu studentů a mladíků z města, kteří počátkem čtyřicátých let 18. století pod svým praporem pomáhali bránit ohroženou vlast a za statečnost obdrželi od Marie Terezie právo pořádat každoročně o prázdninách dvoudenní "radovánku" – merendu.

### Merendy ve 20. století

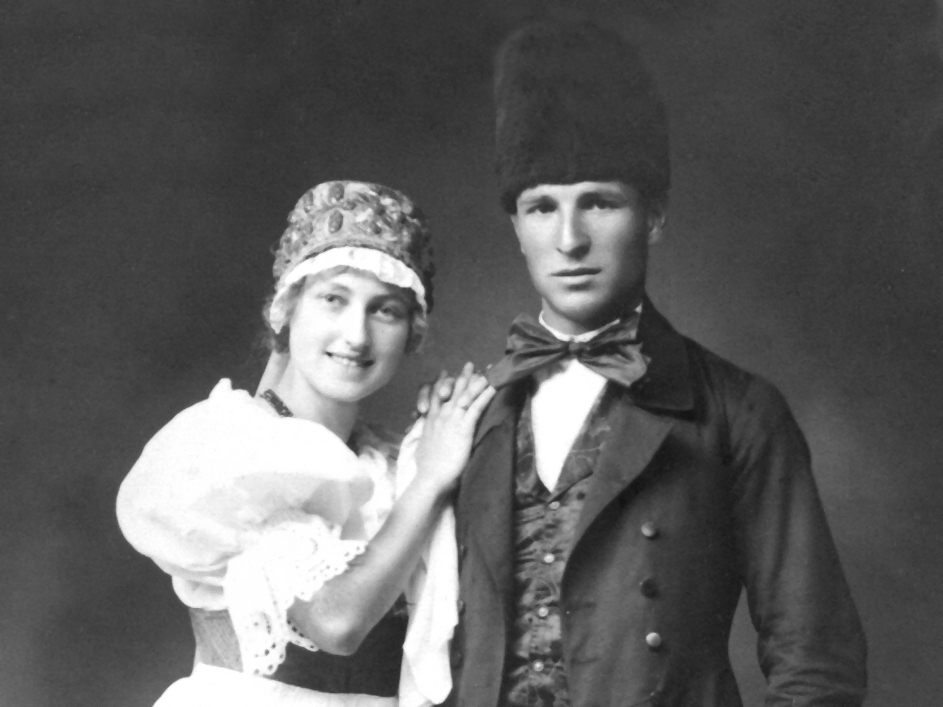
Panímáma a pantáta merendy z roku 1921 - Marie Šmidrkalová a Bedřich Bydžovský

S velkou slávou byly merendy obnoveny až za první republiky. Merendu v roce 1921 pořádali studenti k 70. narozeninám Aloise Jiráska s Divadelní jednotou Jirásek a zpěváckým spolkem Lubor-Ludiše. Další merendu v roce 1928 připravili studenti k 10. výročí vzniku republiky a tehdy také rozvinuli nový studentský prapor.
Merenda v roce 1934 se konala v rámci výstavy kraje novobydžovského. Právě tehdy došlo přímo k symbolické události. Poslední hřeb na žerď starého praporu společně přibíjeli MUDr. Stanislav Rejthárek, pantáta merendy z roku 1888, a JUDr. Karel Engler, pantáta merendy z roku 1934. Nikdo tehdy nemohl ani tušit, že za osm let přerve život tohoto mladého člověka smrt zastřelením dne 3. července 1942 na Zámečku u Pardubic a že se stane první obětí heydrichiády v našem městě.
V atmosféře plné nadějí probíhala merenda v roce 1946, dosud vůbec největší slavnost studentského mládí, spojená s celou řadou kulturních akcí a vrcholící ve dnech pouti a posvícení. Merenda studentů a mládeže Novobydžovska v roce 1957 v mnohém navázala na předchozí merendu, ale nemohla se vyhnout zásahům a omezením tehdejšího politického režimu.
Ve skromnější podobě se podařilo studentskou merendu obnovit až po jedenačtyřiceti letech v roce 1998 v rámci oslav 125. výročí novobydžovského gymnázia.

### Současnost
Merendy v 21. století zůstávají spjaty s Novým Bydžovem a nadále se pravidelně konají – jsou tak nejstarší kontinuálně pořádanou lidovou slavností v Česku. Od přelomu tisíciletí se merendy konají v pravidelném cyklu společně s oslavami města Nový Bydžov. Pořádá je ve spolupráci s dalšími organizacemi Sdružení studentstva novobydžovského, z. s.
Už od počátků merend se stal hlavním uctívaným symbolem merend studentský prapor, jehož žerď pochází z roku 1742. Na mladší žlutozelenou hedvábnou látku praporu byl 15. června 1848 vyšit ozdobný nápis NOWÝ BYDŽOW a s takto upraveným praporem se novobydžovská národní garda vydala do Týnce nad Labem na vlak na pomoc bojující Praze.

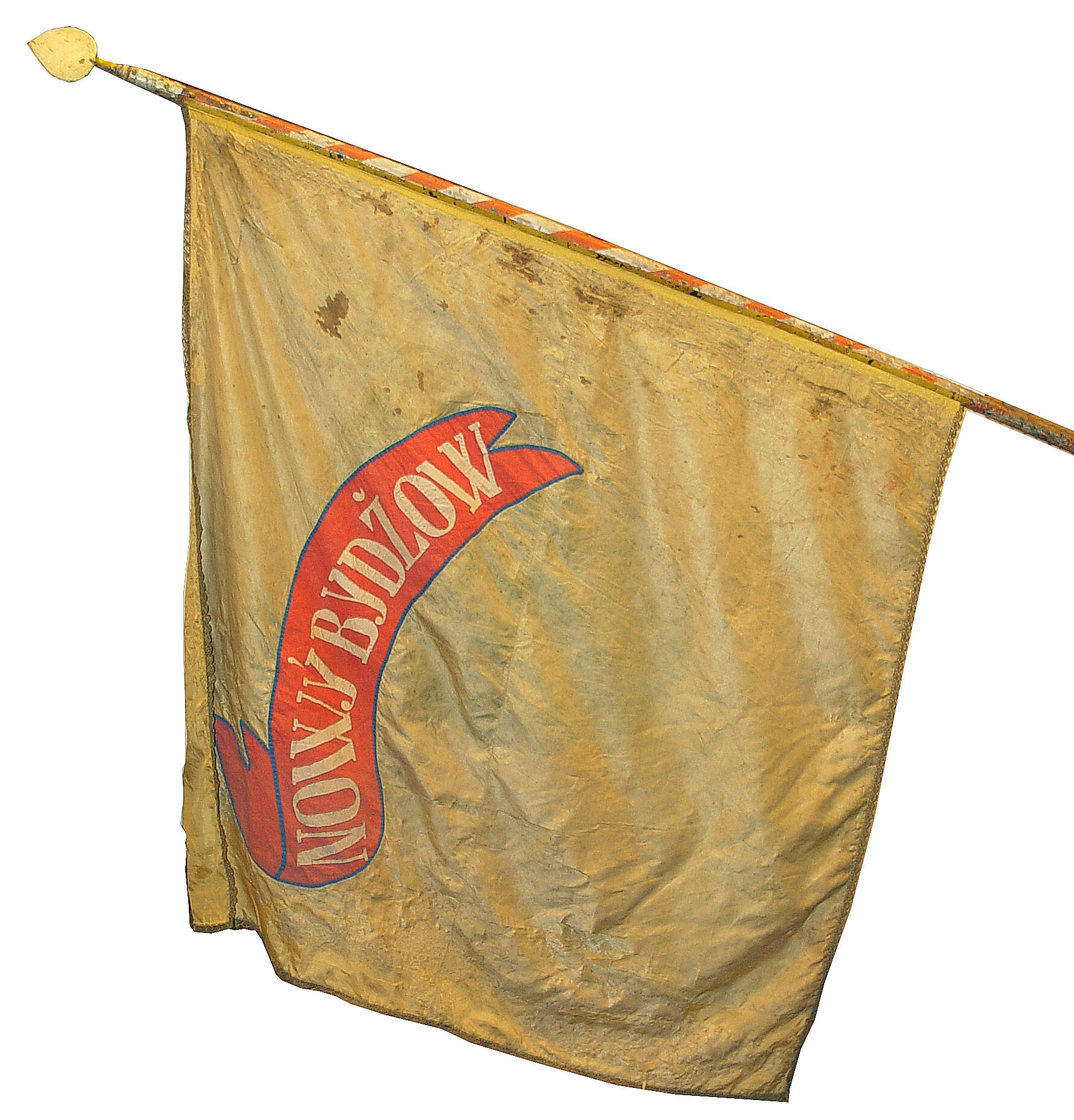
Starý studentský prapor, žerď z roku 1742 a nápis z roku 1848

Starý a nový studentský prapor, Památní kniha merendy, vydávané Pomněnky a další početné památky na novobydžovské merendy jsou pečlivě uchovávány v Městském muzeu v Novém Bydžově jako cenná svědectví starobylé tradice a odkaz budoucím generacím.

### Odkaz merendy
V Novém Bydžově je po merendách pojmenována ulice Merendní.
Po vzoru bydžovských merend byla v roce 1835 uspořádána Josefem Kajetánem Tylem merenda v Praze.

## Roky konání studentských merend
- 18. století: 1750 až 1753, 1778, 1779, ...
- 19. století: ..., 1813, 1815, 1855, 1856, 1857, 1861, 1875, 1888, 1895
- 20. století: 1921 (125.), 1928 (126.), 1934 (127.), 1946 (128.), 1957 (129.), 1998 (130.)
- 21. století: 2005 (131.), 2010 (132.), 2015 (133.),[5] 2021 (134.)